# ماكس بلانك
ماكس بلانك  (بالألمانية: Max Planck) (ولد سنة 23 أبريل 1858 - وتوفي سنة 4 أكتوبر 1947)، عالم فيزياء ألماني، يعتبر مؤسس نظرية الكم، وأحد أهم فيزيائيّ القرن العشرين، حاصل على جائزة نوبل في الفيزياء عام 1918م. قدم بلانك العديد من المساهمات في مجال الفيزياء النظرية، ولكن يشتهر بأنه مؤسس نظرية الكم التي تعد ثورة في فهم الإنسان لطبيعة الذرّة وجسيماتها، وبالإضافة إلى نظرية النسبية لاينشتاين التي أحدثت ثورة أيضاً في فهم طبيعة المكان والزمان، تشكل هاتان النظريتان حجر الأساس لفيزياء القرن العشرين.

## سيرته
نشأ بلانك في عائلة تقليدية تمتلئ بالمفكرين، جده الأكبر وجده لأبيه كانا عالمي لاهوت في مدينة غوتينغن، وأبوه كان أستاذاً للحقوق في جامعة كيل وجامعة ميونخ، وكان عمّه جوتليب بلانك  (1828-1907) قاضيا وأحد المشتركين في تأليف القانون المدني الألماني.

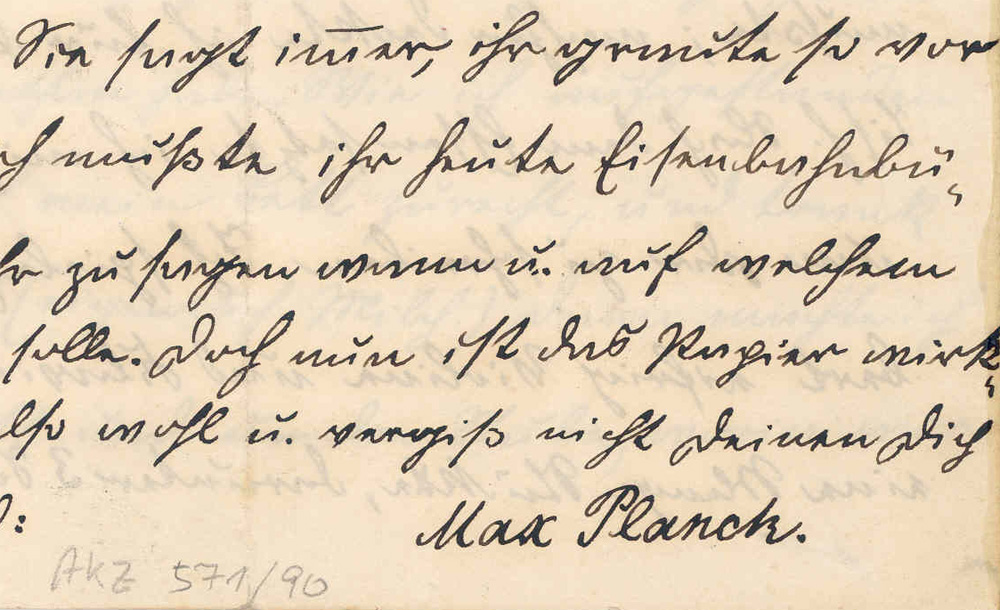
توقيع ماكس بلانك في العاشرة من عمره.

ولد بلانك في كيل، هولشتاين للأستاذ  يوهان يوليوس فيلهلم بلانك وزوجته الثانية إيما باتزج. وتم تعميده باسم كارل إرنست لودفيج ماركس بلانك، وتم اختيار اسم ماركس ليكون اسمه الأول، لكن بعد بلوغه العاشرة من العمر كان يوقع باسم ماكس وهو ما استخدمه لبقية حياته واشتهر به.
كان بلانك الابن السادس في العائلة، مع الأخذ بالعلم أن اثنان من إخوانه كانا من زواج أبيه الأول، نشأ بلانك في جو وتقاليد أسرية تقوم على الالتزام بالتعاليم، والذهاب إلى الكنيسة، والتفوق في الدراسة والنزاهة والشرف والمثالية والكرم. كانت إحدى ذكرياته الأولية كطفل هو زحف القوات البروسية والنمساوية على مدينة كيل خلال الحرب البروسية الدانماركية.
في سنة 1867 تلقى والده عرض للعمل في جامعة ميونخ وانتقلت عائلته للعيش في مدينة ميونخ، وتم تسجيل بلانك في مدرسة الماكسميليان الثانوية حيث تلقى علم الفلك والميكانيكا والرياضيات على يد هرمان مولر، كما كان مولر هو أول من علم بلانك مبدأ بقاء الطاقة، كان وجوده في هذه المدرسة هو بداية تعامله مع علم الفيزياء.
تخرج بلانك في عامه السابع عشر من المدرسة الثانوية، كان محبًا للموسيقى لكنه فضّل دراسة الفيزياء. وفي ميونخ نصحه أحد أساتذته البروفيسور فيليب فون يولي أن يتوجه لدراسة غير الفيزياء قائلاً (أن هذا المجال تم اكتشاف كل شيء فيه تقريباً، وكل ما تبقى هو ملئ القليل الثغرات) (و كان هذا هو الاعتقاد المنتشر آنذاكً!) لكنّه ردّ بأنّه لا ينوي اكتشاف «أشياء جديدة» وإنما أن يفهم أساسيات الفيزياء، وهكذا بدأ دراسة الفيزياء بعمر 16 سنة عام 1874 في جامعة ميونخ، عند البروفيسور يولّي تعلم بلانك الجزء التطبيقي الوحيد في دراسته وهو انتشار الهيدروجين خلال البلاتين الساخن، ثم انشغل بالفيزياء النظرية.

## دراسته الفيزياء
في 1877 و1878 انتقل بلانك إلى برلين وتعلم لدى فيزيائيين من الطراز الرفيع مثل: هيرمان فون هيلمهولتس وغوستاف كيرشهوف، والرياضي كارل فايرشتراس. في مذكراته كتب أنه كان يضجر أثناء المحاضرات، لكن علاقته خاصة مع البروفيسور هيلمهولتس كانت أشبه بالصداقة.
في علم الحرارة درس بنفسه كتابات العالم رودولف كلاوزيوس وأحب هذا الفرع حتى انشغل به وقدّم رسالات دراساته العليا في هذه المواضيع: (حول القانون الثاني للديناميكا الحرارية) ثم (حالات توازن الأجسام المتناسقة عند درجات الحرارة المختلفة).

## اكتشافه كمومية الطاقة
في ديسمبر سنة 1900 استطاع الفيزيائي ماكس بلانك أن يهز الأوساط العلمية كلها عندما أعلن أن طاقة الموجات الضوئية تقفز بصورة غير متصلة. وأنها مكونة من كموميات ــ ومفردها: كم.
و نظرية الكم هذه قد صدمت الاعتقاد العلمي السائد في ذلك الوقت بأن الطاقة تتزايد أو تنقص متواصلا أي بلا حد أصغر للارتفاع أو الانخفاض. وهذه النظرية الجديدة وجدت في الطبيعة أن الطاقة تزيد أو تقل بكمات صغيرة لا يوجد أصغر منها من الطاقة، وادى هذا الاكتشاف إلى فهم جديد للطبيعة التي حولنا والتي تُدرس من خلال علم الفيزياء. قد جعلتنا نقترب كثيرا من فهم اعمق لطبيعة المادة والإشعاع.
ولد بلانك في مدينة كيل بألمانيا سنة 1858. درس في جامعات برلين وميونيخ. وحصل على الدكتوراه في الفيزياء مع مرتبة الشرف الأولى من جامعة ميونيخ. وكان في العشرين من عمره. وبعد قليل اشتغل بالتدريس في جامعة ميونيخ التقنية ثم في جامعة كيل. وفي سنة 1889 أصبح أستاذاً في جامعة برلين.
وظلّ كذلك حتى اعتزل في سنة 1928 في سن السبعين.
وبلانك مثل عدد كبير من العلماء، قد اهتم بدراسة الإشعاع الذي يصدر عن الأجسام السوداء حين يتم تسخينها. (و تعريف الشيء الأسود تماما هو الذي لا يصدر أي إشعاع. إنما يمتص كل ما يسقط عليه من ضوء) واستطاع عدد من علماء الفيزياء أن يسجلوا الإشعاع الصادر عن الأجسام السوداء. وذلك قبل أن يفكر بلانك في حل هذه المشكلة. وأول إنجاز قام به بلانك هو اكتشاف المعادلة الجبرية المعقدة التي تسجل حركة الإشعاع الصادر عن الجسم الأسود. وهذه النظرية التي اكتشفها والتي لا تزال تستخدم في الفيزياء النظرية حتى اليوم تلخص ما انتهى إليه علماء الفيزياء في تجاربهم المعملية، ولكن هناك مشكلة: وهي أن قوانين الفيزياء تكشف لنا عن معادلة أخرى أو صيغة أخرى للاشعاعات الصادرة عن الأجسام السوداء.
وقد فكِر بلانك كثيرا في هذه المشكلة، ثم خرج لنا بنظرية جديدة تماما وهي أن الطاقة المشعة من الذرات تنبعث على شكل «كمات» أطلق عليها اسم «الكم». وفقا لهذه النظرية فان طاقة الشعاع تعتمد على طول الموجة والتردد (أي تختلف باختلاف اللون مثلا).
وأصبحت نظرية الكم تسمى فيما بعد بنظرية بلانك، كما اكتشف ثابتا طبيعيا من أهم الثوابت الفيزيائية وهو «ثابت بلانك». وهي نظرية مختلفة تماما عن كل النظريات السائدة في مطلع القرن العشرين، حيث تبين أن الطاقة تنتقل في هيئة «كمات» صغيرة وليس في الوجود كمات أصغر منها.
وبفضل ما قام به ماكس بلانك في هذا المضمار وعلى الأخص تفسير الإشعاع الحراري للجسم الأسودوتوصله إلى وجود كم الطاقة (اكتشف أن الطاقة لها كمّات صغيرة لا توجد طاقة أصغر منها) فأحدث طفرة عظيمة في طريقة فهمنا للطبيعة من حولنا. من هنا بدأت نظرية الكم التي نجحت ولا تزال ناجحة في تفسير ظواهر طبيعية عديدة لم تفلح الميكانيكا التقليدية الكلاسيكية في تفسيرها.
واستطاع بلانك بعد ذلك أن يعرف بالضبط مقدار الطاقة التي يشعها الجسم الكامل السواد.
أيدت نظريته بعد ذلك العديد من الظواهر الطبيعية الأخرى مثل تأثير كهرضوئي ونفق ميكانيكا الكم، وتحلل ألفا والتوصيل الفائق وتركيب الذرة وغيرها.

## تأثير اكتشافه كمات الطاقة
وفي بادئ الأمر اعتقد العلماء أن ما اهتدى إليه بلانك ليس إلا أسطورة رياضية، حتى هو نفسه كان يرى هذا الرأي، ولكن بعد وقت قصير استخدم بعض العلماء نظرية الكم في تفسير ظواهر أخرى لا تقل أهمية عن ظاهرة إشعاع الجسم الأسود، فقد استعان اينشتاين في سنة 1905 بهذه النظرية في شرح الظاهرة الكهروضوئية واستعان بها نيلز بور في سنة 1913 في تفسير الطيف الخطي لذرة الهيدروجين، وفي سنة 1918 عندما فاز ماكس بلانك بجائزة نوبل. كان قد ثبت تماماً أن نظريته صحيحة 100% وأنها أحدثت ثورة هائلة في علم الفيزياء النظرية حيث مكن العلماء من سبر أغوار المستوى الذري ودون الذري.
وقد أدى موقفه المعادى للنازية إلى أن أصبحت حياته في خطر. وقد أعدم ابنه سنة 1945، لأنه اشترك في المؤامرة الفاشلة لاغتيال هتلر. ومات بلانك سنة 1947 في التاسعة والثمانين من عمره.
وأعظم إنجازات القرن العشرين هو تطور علم ميكانيكا الكم، بل إنه أكثر خطورة من نظرية النسبية التي اكتشفها اينشتاين. فنظرية ثابت بلانك كان لها دور خطير في نظريات الإشعاع، وفي كثير من النظريات الفيزيائية. وكان لها أثر كبير في نظرية بناء النواة، وفي مبدأ عدم اليقين عند هيزنبرج، وفي كثير من النظريات العلمية.
وبلانك هو أبو نظرية الكم. وإن كان دوره متواضعاً في التطورات والتعديلات التي أدخلت على نظريته. ومن الخطأ أن نقلل من شأن بلانك بسبب ذلك..
فهو الذي حرر العقول العلمية من النظريات القديمة الجامدة، مما شجع العلماء من بعده على اكتشاف نظرية أكثر اتساقاً مع نظريته.
شارك ماكس بلانك فيما بعد في مؤتمر سولفاي الخامس للفيزياء سنة 1927.

## الحياة الشخصية والموت

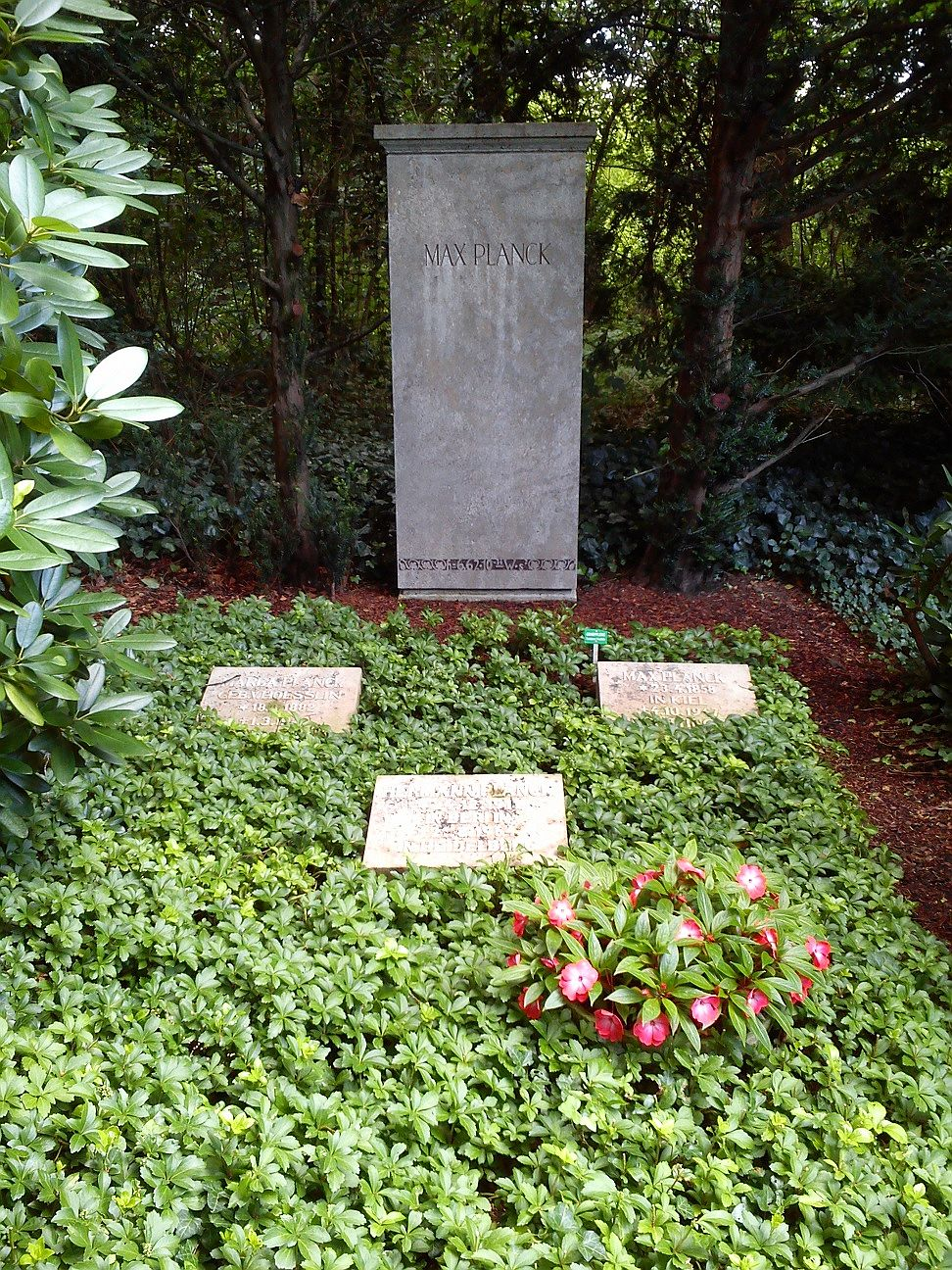
قبر بلانك في جوتنجن

في مارس 1887، تزوج بلانك من ماري ميرك (1861-1909)، شقيقة أحد زملائه في المدرسة، وانتقل معها إلى شقة مستأجرة في كيل. كان لديهم أربعة أطفال: كارل (1888-1916)، والتوأم إيما (1889-1919) وجريت (1889-1917)، وإروين (1893-1945).

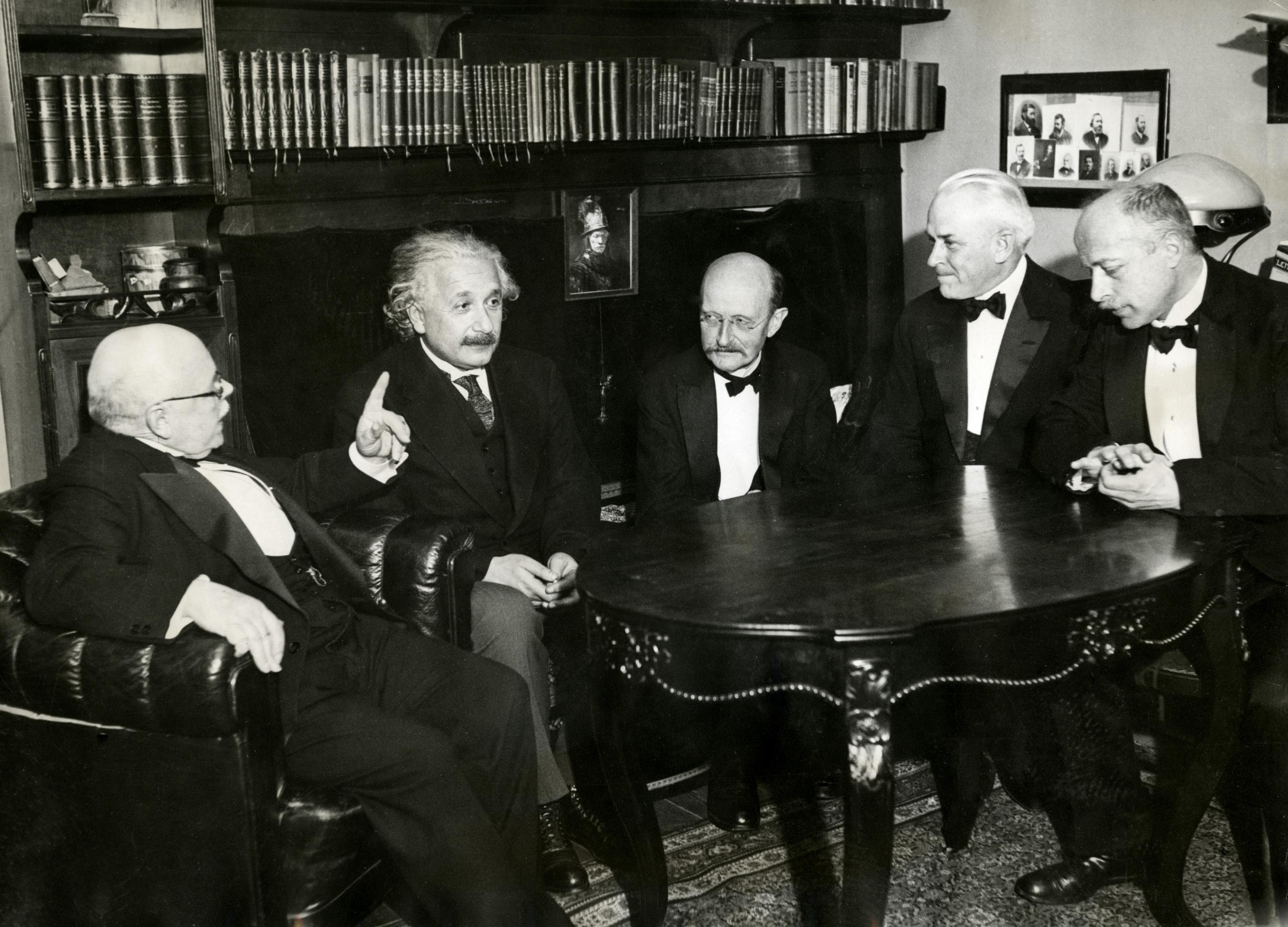
من اليسار لليمين: فالتر نيرنست، وآينشتاين، وماكس بلانك، وروبرت ميليكان، وماكس فون لاوي، خلال عشاء قدمه فون لاوي، في برلين، 11 نوفمبر 1931م

بعد أن عاشت عائلة بلانك في شقة في برلين، انتقلت للعيش في فيلا في برلين-غرونيفالد. كان يعيش بالقرب منه العديد من الأساتذة الآخرين من جامعة برلين. سرعان ما أصبح منزل بلانك مركزًا اجتماعيًا وثقافيًا. وكان العديد من العلماء المشهورين، مثل ألبرت أينشتاين وأوتو هان وليز مايتنر من الزوار المتكررين له.
بعد عدة سنوات توفيت ماري بلانك في يوليو 1909، بسبب مرض السل. في مارس 1911، تزوج بلانك من زوجته الثانية مارغا فون هوسلين (1882-1948). وفي ديسمبر ولد طفله الخامس هيرمان.
خلال الحرب العالمية الأولى أُسر ابن بلانك الثاني إروين على يد الفرنسيين في عام 1914، بينما قُتل ابنه الأكبر كارل أثناء عمله في معركة فردان. توفيت جيريت إبنته في عام 1917 أثناء ولادتها لطفلها الأول وتوفيت أختها بنفس الطريقة بعد عامين.
في يناير 1945، حكمت المحكمة الشعبية النازية على إرفين بلانك، الذي كان قريبًا منه بشكل خاص، بالإعدام بسبب مشاركته في محاولة فاشلة لاغتيال هتلر في يوليو 1944. تم إعدام إروين إبنه في 23 يناير 1945.
بعد انتهاء الحرب العالمية الثانية، تم نقل بلانك وزوجته الثانية وابنهما إلى أحد أقاربه في جوتنجن، حيث توفي بلانك في 4 أكتوبر 1947. تم دفنه في مقبرة المدينة في جوتنجن.

## الروابط الخارجية
- ماكس بلانك على موقع الموسوعة البريطانية (الإنجليزية)
- ماكس بلانك على موقع مونزينجر (الألمانية)
- ماكس بلانك على موقع ميوزك برينز (الإنجليزية)
- ماكس بلانك على موقع إن إن دي بي (الإنجليزية)

- نبذة عن بلانك ماكس كارل إرنست لودفيج على الموقع الرسمي الأكاديمية الروسية للعلوم